# Vicarage Road
Vicarage Road – stadion piłkarski, położony w mieście Watford, Wielka Brytania. Oddany został do użytku w 1922 roku. Od tego czasu swoje mecze na tym obiekcie rozgrywa zespół Premier League Watford F.C. Jego pojemność wynosi 21 577 miejsc. Rekordową frekwencję, wynoszącą 34 099 osób, odnotowano w 1969 roku podczas meczu ligowego pomiędzy Watford F.C. a Manchesterem United. Jedna z trybun stadionu, zbudowana w 2014, nosi imię Eltona Johna, związanego w przeszłości z klubem Watford F.C.